# Testes com animais

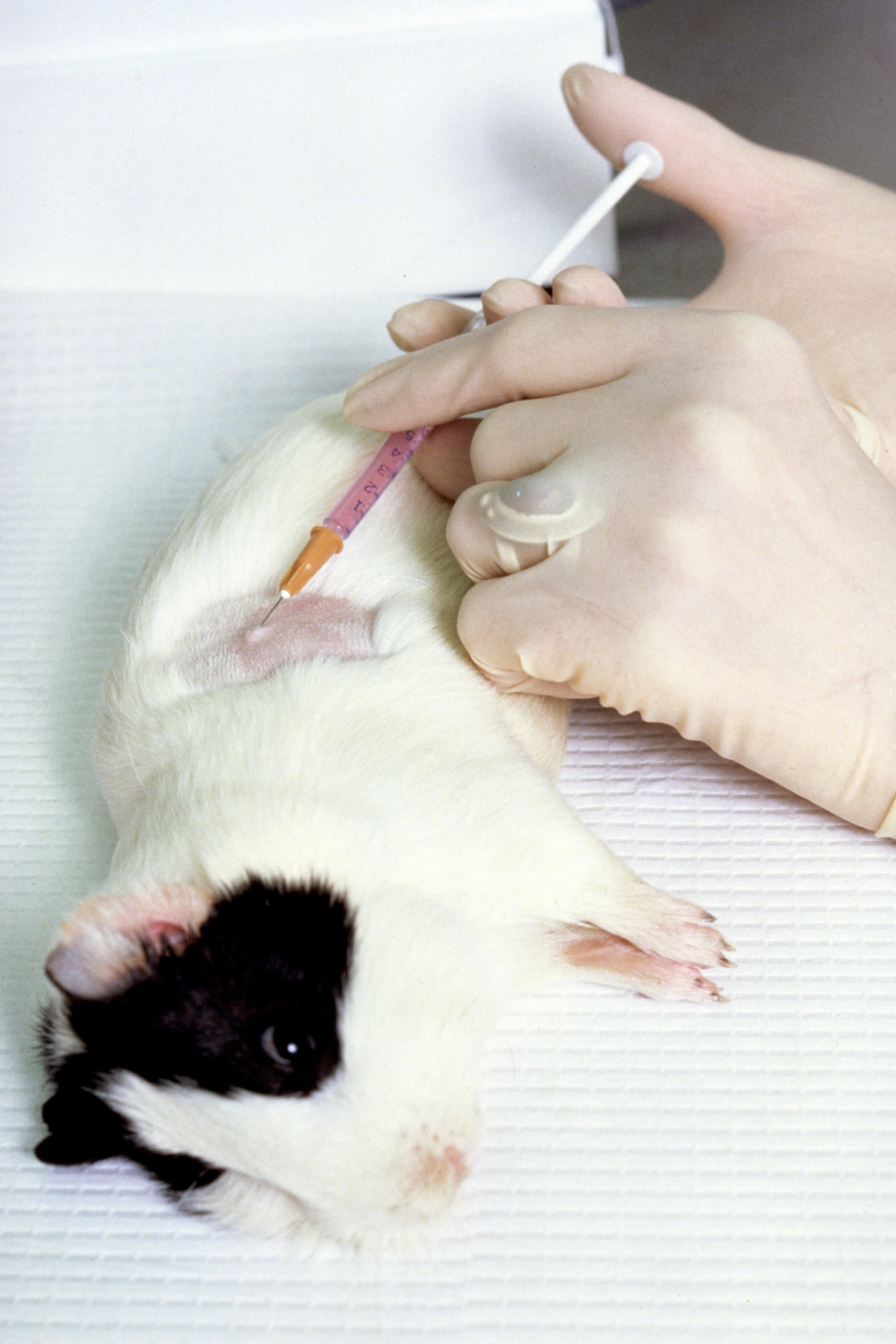
Porquinho-da-índia sendo injetado com uma substância.

Os testes com animais são experimentos realizados com a utilização de animais, chamados cobaias, a fim de produzir conhecimento científico aos seres humanos, como a elaboração de novas drogas, novos métodos cirúrgicos, vacinas, terapia genética etc. Contudo, a legitimidade de tais testes é polêmica e frequentemente  embates entre parte da comunidade científica que apoia os teste e grupos de defesa dos direitos animais. Para a indústria de cosméticos, por exemplo, tais testes foram proibidos em toda a União Europeia no ano de 2013.
Contudo, com a presença cada vez maior de novas formulações farmacêuticas que possuem em sua fórmula medicamentos, essa separação entre cosmético para fins puramente estéticos e cosmético com ação terapêutica fica cada vez mais difícil de ser caracterizada. A exemplo temos os protetores solares que, pela definição de medicamento, tratam profilaxia de melanoma.
Para diferenciar cosmético de medicamentos que atuam como cosméticos, deram-se o nome de dermocosméticos, eles possuem ativos farmacológicos que agem nas partes mais profundas da pele. Tais produtos são classificados como cosméticos, mas precisam de comprovação científica. Os dermocosméticos ficam entre um cosmético e um medicamento.
Diversos grupos atuam na libertação desses animais, seja por meio da invasão dos laboratórios, como o grupo britânico ALF, seja atuando na divulgação das condições que tais animais são submetidos, como o trabalho do fotógrafo brasileiro Jon Amad. No Brasil, essas atividades são reguladas pelo Conselho Nacional de Controle de Experimentação Animal (CONCEA), ligado ao Ministério da Ciência, Tecnologia, Inovações e Comunicações – MCTIC, que normatiza o uso de animais em ensino ou pesquisa científica, principalmente, no que concerne ao controle e ao credenciamento das instituições que criam, mantêm ou utilizam animais para ensino ou pesquisa científica no País.

## Etimologia
O termo cobaia, embora originalmente fosse referente ao porquinho-da-índia, um roedor sul-americano da família Caviidae, virou sinônimo de qualquer animal usado em pesquisas de laboratório. O uso dos "ratos cobaia" como objeto de pesquisa científica remonta ao século XVII, quando foram utilizadas por Marcello Malpighi. O termo inglês guinea pig - referente à mesma espécie também tem o mesmo uso de sinónimo de "objeto de pesquisa" desde o começo do século XX (o Dicionário Oxford consigna este uso, pela primeira vez, num trabalho de 1913).
O uso do termo, quando aplicado a seres humanos que servem de objeto a pesquisas científicas, é, muitas vezes, considerado pejorativo - havendo mesmo uma discussão ética no meio científico se cabe, ou não, seu uso em tais casos. Debate-se que, no caso das cobaias animais, não há a escolha livre na participação de uma pesquisa, o que ocorre no caso de humanos; mesmo assim, diversas publicações leigas contribuíram para divulgar um uso pejorativo do termo.

## Cientificidade
Os testes em animais são uma das bases científicas para o desenvolvimento de diversos tratamentos a serem utilizados futuramente em humanos, como a elaboração de novos medicamentos, novos métodos cirúrgicos, vacinas, terapia gênica etc. Contudo, nem sempre a analogia entre aspectos anatômicos e fisiológicos é possível, o que leva a uma pesquisa severa para que se decida qual o modelo animal mais indicado para determinada pesquisa.
No caso dos humanos, a talidomida acabou se tornando o mais emblemático, por ter causado má formação fetal em milhares de crianças ao redor do mundo, mesmo após os testes em roedores não ter demonstrado indícios de malefícios. A talidomida esteve ao mercado pela primeira vez na Alemanha em 1 de outubro de 1957. Foi comercializada como um sedativo e hipnótico com poucos efeitos colaterais. A indústria farmacêutica que a desenvolveu acreditou que o medicamento era tão seguro que era propício para prescrever a mulheres grávidas, para combater enjoos matinais. Foi rapidamente prescrita a milhares de mulheres e espalhada para todas as partes do mundo (46 países), sem circular no mercado norte-americano. Os procedimentos de testes de drogas naquela época eram muito menos rígidos e, por isso, os testes feitos na talidomida não revelaram seus efeitos teratogênicos. Os testes em roedores, que metabolizavam a droga de forma diferente de humanos, não acusaram problemas. Mais tarde, foram feitos os mesmos testes em Coelhos e primatas, que produziram os mesmos efeitos horríveis que a droga causa em fetos humanos.
Por isso que, atualmente, há um controle muito maior na realização de testes em animais, sendo que eles devem começar com animais de pequeno porte, como pequenos roedores, passando para animais de maior porte, como coelhos e cachorros, para então animais que são mais geneticamente parecidos com os homens, que é o caso dos primatas. Esse caso, emblemático, mostra como é importante que os testes em animais sejam realizados progressivamente, de maneira que se tenha uma segurança antes que sejam testados em seres humanos.

## Histórico
Durante a segunda guerra, os recursos se tornavam escassos e uma das soluções levantadas foi o uso de prisioneiros da segunda guerra para experimentação. Durante o período, ocorreu um grande genocídio, na qual milhares de milhares de judeus foram submetidos a tortura e experimentos científicos. Após a segunda guerra mundial, durante o código de Nuremberg determinou-se que testes em seres humanos fossem restritos.
Apesar de a história mostrar uma tentativa de uso de prisioneiros em experimentação científica e suas repercussões históricas do fato, desde esse período foram desenvolvidas argumentações que impedem, até hoje, o uso, por exemplo, de população carcerária ou indivíduos submetidos a qualquer tipo de Coação, sobrando como alternativa menos danosa a ética humana o uso de uma determinada linhagem animal.

## Legislação

### Ásia
Em Israel, a indústria de cosméticos não pode realizar testes com animais desde o ano de 2013.

### Brasil
No Brasil a pesquisa com animais é definida por meio da Lei 11.794, de 8 de outubro de 2008. Cabe ao Conselho Nacional de Controle de Experimentação Animal (CONCEA), órgão de caráter normativo, consultivo, deliberativo, resursal e integrante do Ministério da Ciência, Tecnologia e Inovação, a elaboração de normas de utilização animal de forma humanitária para fins de pesquisa e ensino. Além disso, o CONCEA também estabelece critérios para funcionamento e instalações de biotérios, centros de criação e laboratórios para experimentação animal, sendo necessário o credenciamento das instituições que realizem esse tipo de pesquisa. Cabe à Anvisa apenas verificar a apresentação de dados que comprovem a segurança dos produtos que são registrados na agência. Apesar da existências de selos internacionais que indicam que um produto não foi testado em animais, no Brasil a Abiphec, uma entidade que reúne fabricantes de cosméticos e produtos de uso pessoal, afirma que a informação não é obrigatória e vai da decisão da empresa.
Todo projeto de pesquisa, no Brasil, precisa ser enviado a um comité de ética para que este o aprove. Esses comités são internos (da própria instituição que realiza a pesquisa), sendo essa instituição a responsável pela fiscalização.
Existem diversas propostas de lei na Câmara que prevêm, entre outros pontos, a obrigatoriedade de informar sobre testes em animais nas embalagens dos cosméticos.

### Estados Unidos
Em 2013, os Estados Unidos anunciaram que vão aposentar a maioria dos 500 chimpanzés usados em pesquisas científicas, preservando apenas um grupo de 50 animais, que não se reproduzirão mas poderão ser utilizados em testes para uma vacina da hepatite C ou para estudar o comportamento psicológico da espécie continuando à disposição da ciência.

### Europa
Na União Europeia, a indústria de cosméticos não pode realizar testes com animais desde o ano de 2013, bem como restringe mais ainda o uso de grandes símios como cobaias para pesquisa científica, desde que têm como objetivo fazer avançar a pesquisa sobre o homem, os animais ou doenças (câncer, esclerose múltipla, Alzheimer e Parkinson).